# Murailles de Manciano
Les Murailles de Manciano (en italien ; Mura di Manciano) constituent le système défensif de la commune de Manciano, (province de Grosseto), en Toscane.

## Histoire
Les murailles ont été construits par les Aldobrandeschi à la fin du XIIIe siècle, précisément à la même époque où était construite la Rocca aldobrandesca, l'une des plus puissantes de tout le territoire contrôlé par la famille.
L'enceinte fortifiée était dotée de nombreuses et imposantes structures en forme de tours, avec des fonctions d'observation et de défense, de sorte à faire du village de Manciano l'un des plus fortifiés de tout le territoire de la fin du Moyen Âge.
Pendant la domination siennoise commencèrent les premières modifications qui affectèrent à la fois la forteresse et les autres structures défensives.
Après le passage de Manciano au Grand-Duché de Toscane et la stabilisation politique de la zone, les risques d'éventuels sièges furent considérablement réduits, à tel point que la plupart des structures défensives furent utilisées à d'autres fins.

## Description
Les remparts de Manciano délimitent presque entièrement le noyau historique du centre historique, qui se développe dans la partie la plus haute de la colline.
L'enceinte se développe selon une forme à peu près elliptique et se présente sous la forme de courtines recouvertes principalement de grès, un élément géologique qui distingue la zone sud des collines de l'Albegna et de la Fiora. Certaines sections des murs sontencore visibles, tandis que d'autres sont adossées aux murs extérieurs des bâtiments ou partiellement intégrées aux bâtiments résidentiels.
Les onze tours de guet originales ont été considérablement modifiées ces derniers temps et utilisées à des fins résidentielles, bien qu'elles soient encore reconnaissables par leur disposition le long de l'enceinte ; seules deux tours sont restées pratiquement intactes, l'une située le long de la via Trento et l'autre à section circulaire qui s'élève près de la Porta Fiorella, qui semble être la porte d'entrée du village la mieux conservée.

## Galerie

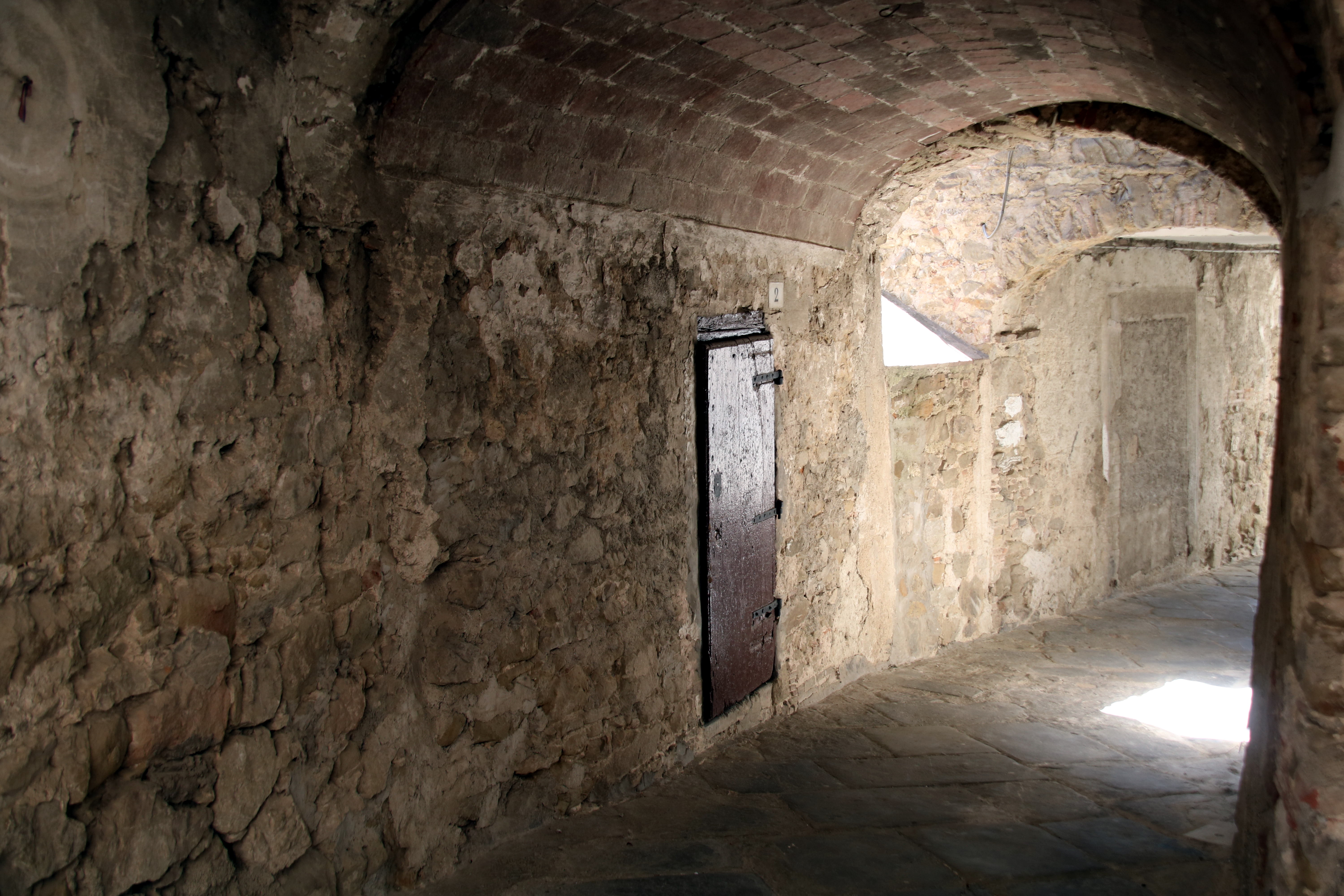
Chemin de ronde
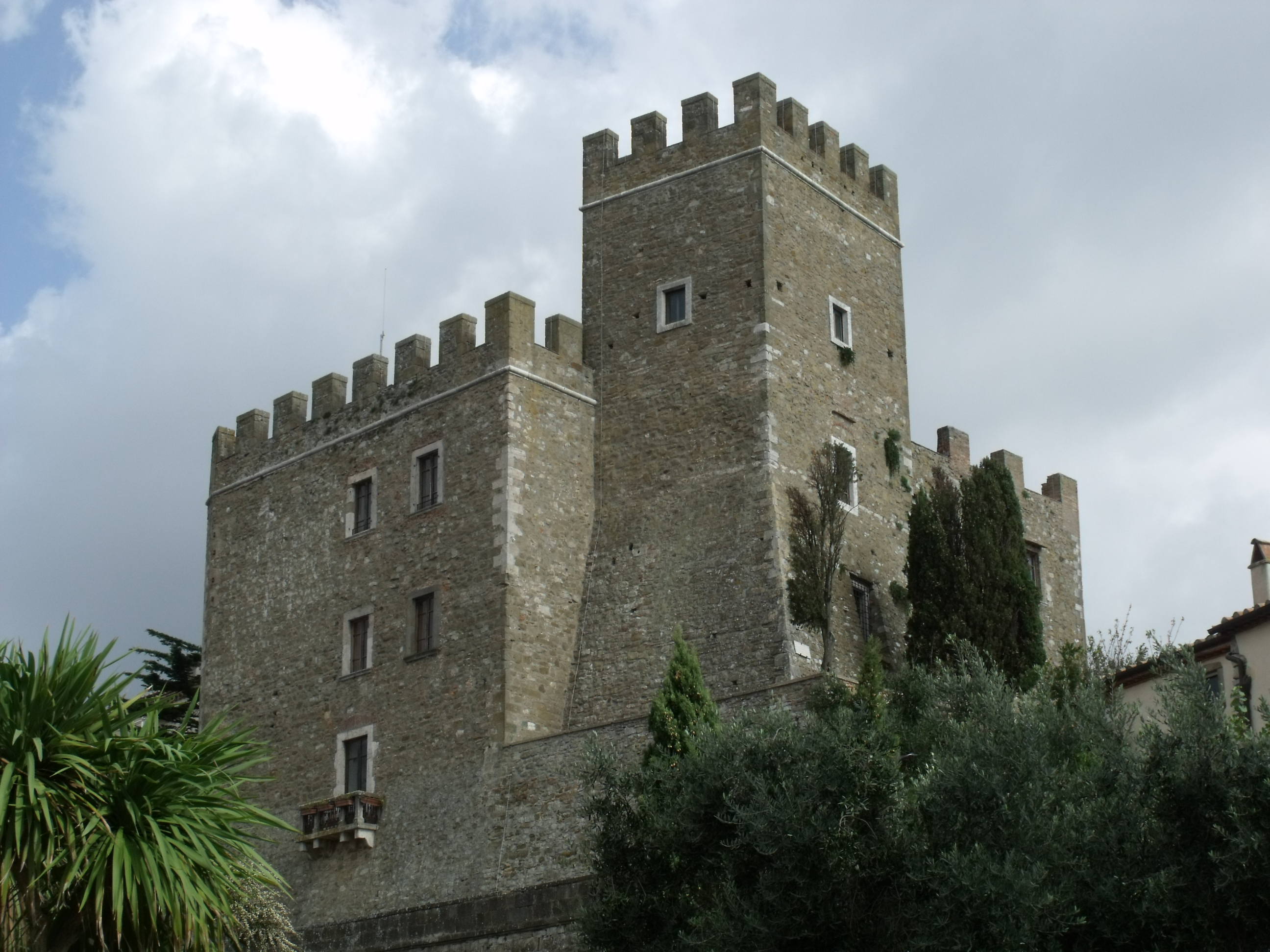
Rocca aldobrandesca
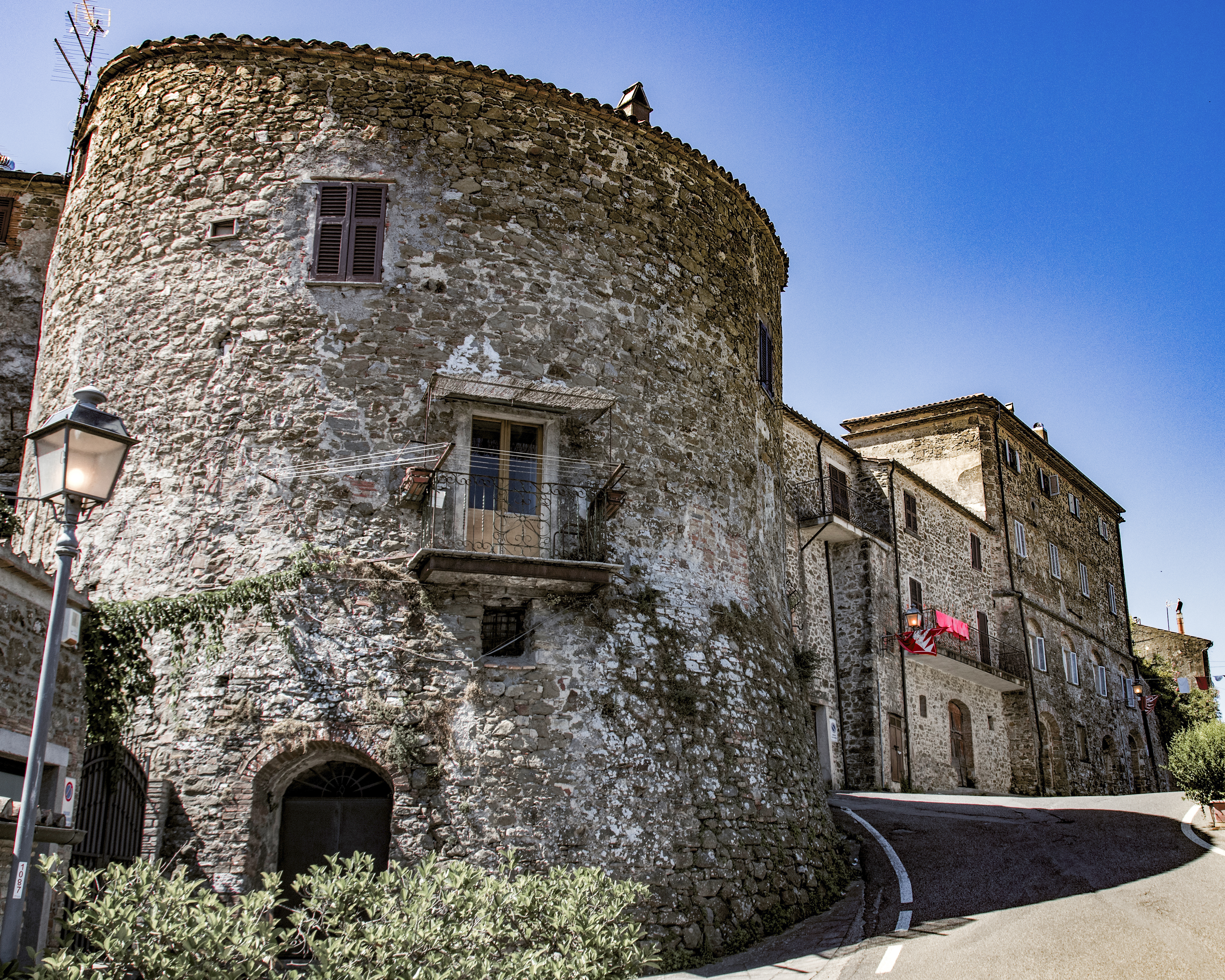
Tour à la Porta Fiorella
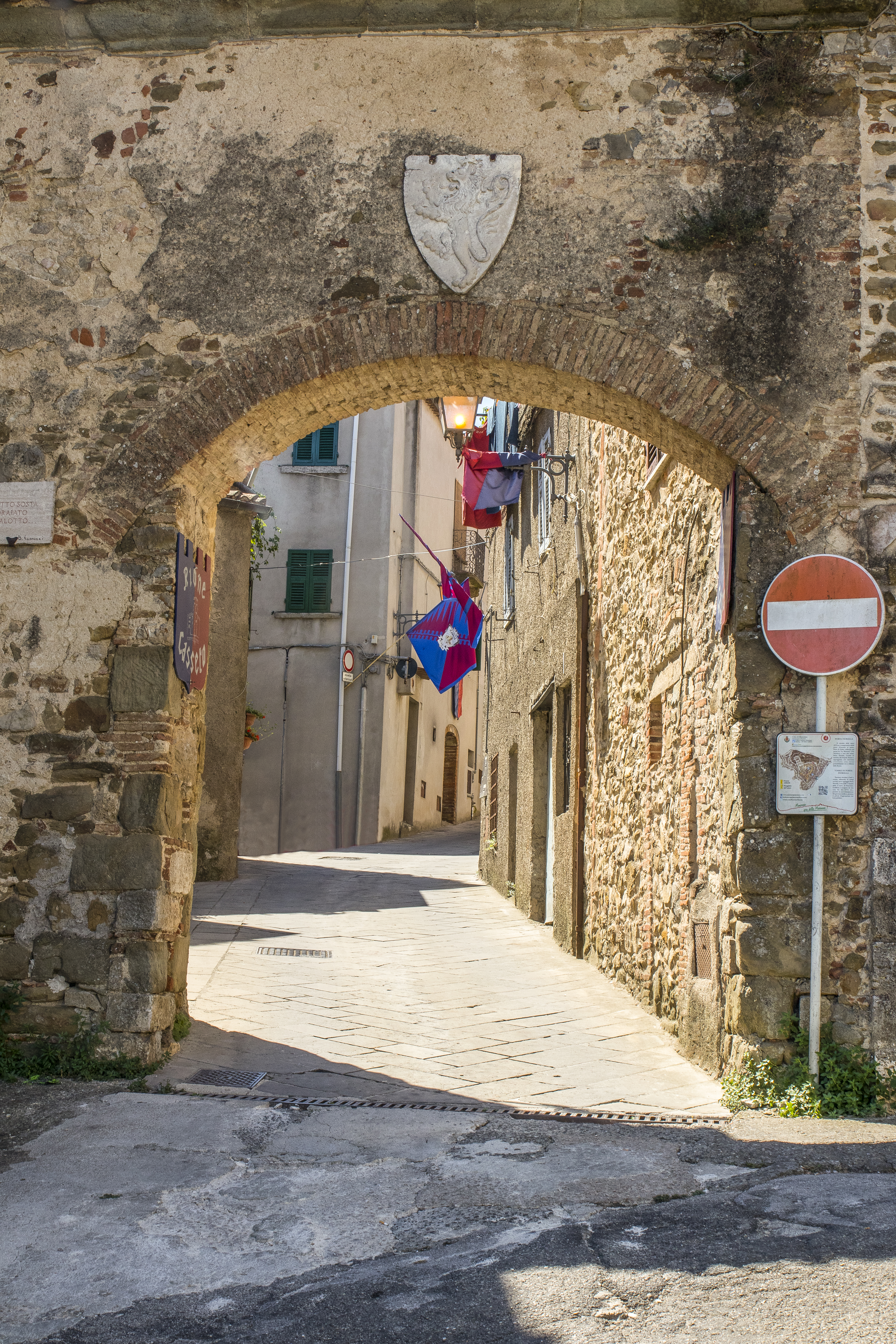
Porta Fiorella